# Pettnau
Pettnau est une commune autrichienne du district d'Innsbruck-Land dans le Tyrol.

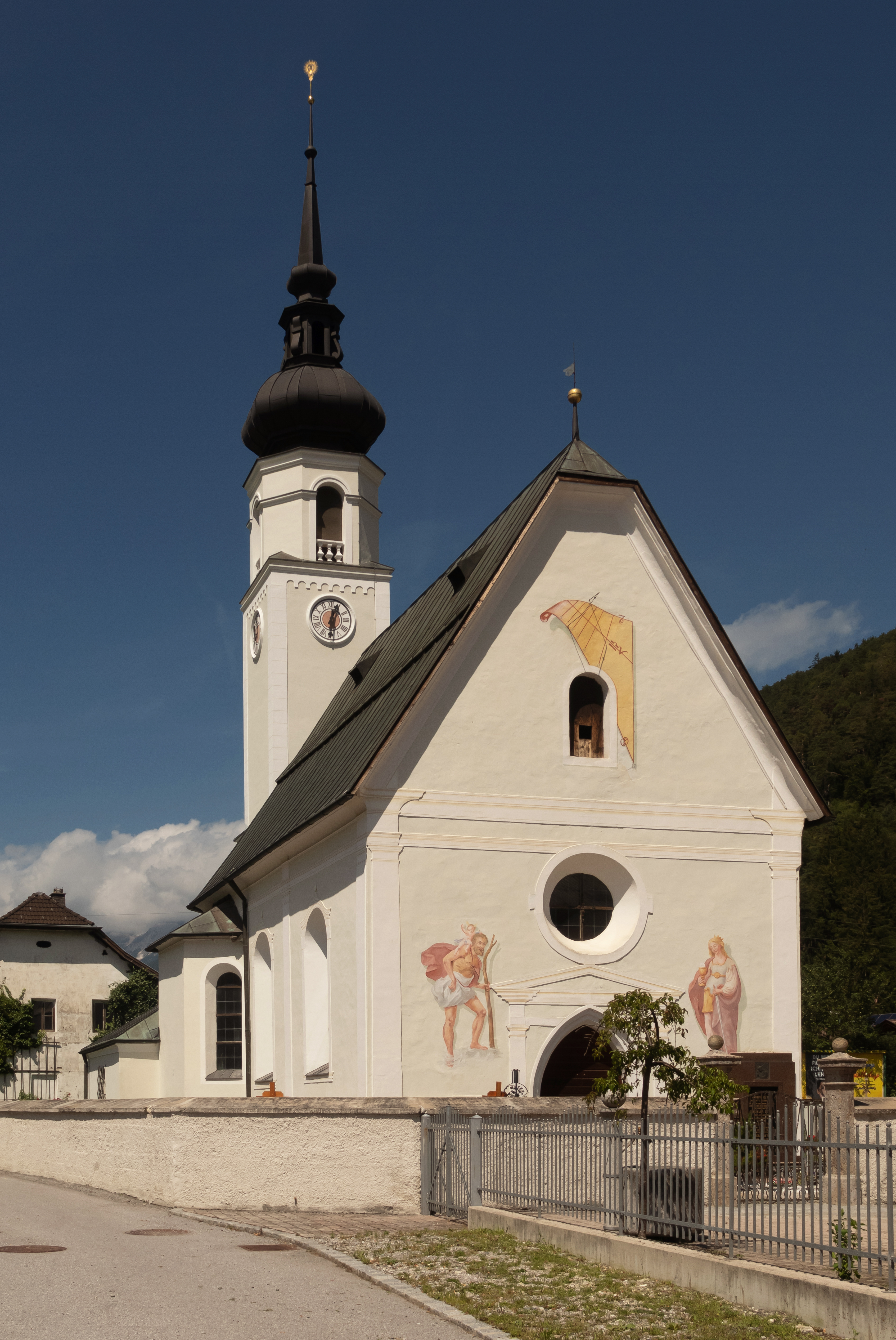
Pettnau, l'église: katholische Filialkirche Sankt Josef